# National Society for Women's Suffrage
De National Society for Women's Suffrage was de eerste nationale organisatie in het Verenigd Koninkrijk die campagne voerde voor vrouwenkiesrecht. De organisatie werd opgericht op 6 november 1867, door Lydia Becker. De organisatie legde de fundering voor andere organisaties voor vrouwenkiesrecht.
Eliza Wigham en Jane Wigham zetten met een aantal vriendinnen de tak van de National Society in Edinburgh op. Eliza en haar vriendin Agnes McLaren werden de secretarissen.
De National Society werd later voortgezet door de National Union of Women's Suffrage Societies en de Women's Social and Political Union.